# Sirač
Sirač är en ort i Kroatien.   Den ligger i länet Bjelovar-Bilogoras län, i den östra delen av landet, 100 km öster om huvudstaden Zagreb. Sirač ligger 165 meter över havet och antalet invånare är 1 614.
Terrängen runt Sirač är kuperad österut, men västerut är den platt. Runt Sirač är det glesbefolkat, med 18 invånare per kvadratkilometer. Närmaste större samhälle är Daruvar, 7,8 km norr om Sirač. I omgivningarna runt Sirač växer i huvudsak lövfällande lövskog.